# Railroad (Pensilvania)
Railroad es un borough ubicado en el condado de York en el estado estadounidense de Pensilvania. En el año 2000 tenía una población de 300 habitantes y una densidad poblacional de 184.8 personas por km².

## Geografía
Railroad se encuentra ubicado en las coordenadas 39°45′24″N 76°41′58″O / 39.75667, -76.69944.

## Demografía
Según la Oficina del Censo en 2000 los ingresos medios por hogar en la localidad eran de $37,917 y los ingresos medios por familia eran $47,813. Los hombres tenían unos ingresos medios de $29,286 frente a los $25,417 para las mujeres. La renta per cápita para la localidad era de $16,709. Alrededor del 4.7% de la población estaba por debajo del umbral de pobreza.